# محمدجواد عامری شهرابی
محمد جواد عامری شهرابی استاد دانشگاه و سیاست‌مدار ایرانی است، که هم‌اکنون بعنوان دبیرکل جمعیت ایثارگران فعالیت می‌کند.

## تحصیلات
عامری، دوره کارشناسی، کارشناسی ارشد و دکترای مهندسی مکانیک خود را در دانشگاه صنعتی امیرکبیر گذارنده است. وی در حال حاضر دانشیار دانشکده مهندسی نفت دانشگاه امیرکبیر است.

## فعالیت سیاسی
وی فعالیت سیاسی خود را در جمعیت ایثارگران انقلاب اسلامی شروع کرد و در فاصله سال‌های تا به عنوان قائم مقام جمعیت ایثارگران انتخاب شد. وی در حال حاضر دبیرکل این حزب سیاسی اصولگراست. وی در جریان انتخابات مجلس دهم عضو فهرست ائتلاف بزرگ اصولگرایان در حوزه انتخابیه تهران، ری، شمیرانات، اسلامشهر و پردیس بود و با کسب ۶۵۴٬۱۹۰ رأی از راهیابی به مجلس بازماند.